# Acer pubinerve
Acer pubinerve — вид клена, який є ендеміком пд.-сх. Китаю (Чжецзян, Цзянсі, Гуйчжоу, Гуансі, Гуандун, Фуцзянь, Аньхой).

## Опис
Це дерево 15 метрів заввишки. Кора темно-сіра, гладка. Гілочки зелені, голі або густо запушені. Листя: ніжка 4–5 см, щільно запушена; листова пластинка абаксіально світло-зелена й майже гола, крім щільних ворсинок на жилках, адаксіально темно-зелена й гола, крім коротковолосистих на жилках, майже округла чи яйцювата, 10–12 × 11–14 см, 5-лопатева, край злегка пилчастий, з короткими загострені зуби, зазвичай цілі до основи, верхівка хвостата; частки подовжено-яйцеподібні, хвостаті, притиснуто-пилчасті, з короткими загостреними зубцями, зазвичай цілі до основи, середні частки 4–6 см, прикореневі частки 1–1.5 см. Суцвіття волотисте, голе. Чашолистків 5, пурпурові, яйцеподібні, ≈ 2 мм. Пелюсток 5, білі, яйцеподібні, трохи коротші за чашолистки. Тичинок 8, у тичинкових квітках ≈ довжиною чашолистків, у маточкових квітках коротші за чашолистки. Плоди жовтуваті; горішки опуклі, ≈ 8 × 15 мм; крило оберненояйцеподібне, включаючи горішок (1.3)2.3–2.5(3.5) × 1.2–1.9 см, крила розправлені тупо або майже горизонтально. Квітне у квітні, плодить у жовтні.

## Поширення
Росте на висотах від 0 до 100 метрів.